# Mesostoma
Mesostoma é um género de Typhloplanidae.
O género foi descrito em 1837 por Christian Gottfried Ehrenberg.
Basónimo: Schizostomum Schmidt, 1848 (nomen oblitum).
Espécies:
- Mesostoma ehrenbergii
- Mesostoma tetragonum